# Adolfo Urso

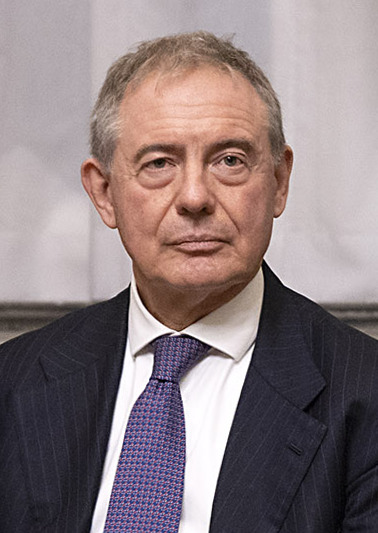
Adolfo Urso (2022)

Adolfo Urso (geboren 12. Juli 1957 in Padua) ist ein italienischer Journalist und Politiker. Seit 22. Oktober 2022 ist er Minister für Unternehmen und „Made in Italy“ (Wirtschaftsminister) im Kabinett Meloni.

## Werdegang
Urso wuchs in Acireale auf. In der sizilianischen Heimatstadt seiner Eltern besuchte er auch die Schule. Nach dem Studium an der Universität La Sapienza in Rom, das er mit einer Laurea in Soziologie abschloss, schlug er 1983 eine Karriere als Journalist ein.
Er arbeitete für die dem Movimento Sociale Italiano (MSI) nahestehende Tageszeitung Il Secolo d'Italia und war unter anderem Chefredakteur bei L'Italia settimanale.
Politisch war Urso bereits in seiner Jugendzeit für die Jugendorganisation des MSI, dem Fronte della Gioventù, tätig. In den 1980er Jahren gehörte er der Direktion der Organisation an.
Bei den Parlamentswahlen 1994 gelang ihm der Einzug in die Abgeordnetenkammer des italienischen Parlaments. Urso gehörte der Fraktion von Alleanza Nazionale - MSI an, die bereits den ein Jahr später im Parteikongress von Fiuggi vollzogenen Übergang des neofaschistischen MSI in die moderatere AN vorwegnahm. Er befürwortete diesen Übergang und war einer seiner Brückenbauer, in dem er zwischen dem gemäßigten, Regierungsverantwortung übernehmenden Flügel unter Führung von Gianfranco Fini und dem radikalen Flügel der Partei vermittelte.
Urso gehörte der Abgeordnetenkammer für fünf aufeinanderfolgende Legislaturperioden bis 2013 an. Bis zur Verschmelzung der AN mit Forza Italia zur rechtskonservativen Sammelpartei Popolo della Libertà (PdL) als Abgeordneter der AN. Nach dem Rauswurf von Fini aus der PdL 2010 war er zunächst Mitglied und Abgeordneter der von Fini gegründeten Partei Futuro e Libertà per l’Italia.
Von 2001 bis 2006 war er Vizeminister im Ministerium für Gewerbe und Industrie, dem sogenannten italienischen Wirtschaftsministerium, in den Kabinetten Berlusconi II und III. Von 2008 bis 2010 erneut Vizeminister im neu benannten Ministerium für wirtschaftliche Entwicklung im Kabinett Berlusconi IV. Nach einer durch einen wiederholten Streit zwischen Fini und Silvio Berlusconi ausgelösten Regierungskrise, trat Urso als Vizeminister zurück. In der Folge trennte er sich auch von der FLI und gehörte ab 2011 dem Gruppo Misto in der Abgeordnetenkammer an.
Bei den Parlamentswahlen 2013 trat Urso nicht an. Im gleichen Jahr gründete er die Beratergesellschaft Italy World Services für im Ausland tätige italienische Unternehmen und trat der Partei Fratelli d’Italia (FdI) bei.
Im März 2018 konnte er bei den Parlamentswahlen für FdI einen Sitz als Senator erringen. 2021 wurde er zum Präsidenten des parlamentarischen Kontrollgremiums über die italienischen Nachrichtendienste, dem Comitato parlamentare per la sicurezza della Repubblica (Copasir), ernannt. Bei den Parlamentswahlen 2022 gelang ihm der Wiedereinzug in den Senat.
Am 21. Oktober 2022 wurde Adolfo Urso von der designierten Ministerpräsidentin Giorgia Meloni als neuer Wirtschaftsminister vorgeschlagen und am Tag darauf von Staatspräsident Sergio Mattarella als Minister des umbenannten Ministeriums für Unternehmen und „Made in Italy“ vereidigt.
Adolfo Urso ist mit einer Ukrainerin aus Luhansk verheiratet. Das Paar hat drei Kinder.

## Veröffentlichungen (Auswahl)
- mit Renato Bianda et al.: Atleti in camicia nera. Lo sport nell’Italia di Mussolini. Volpe editore, Rom 1983.
- mit Maurizio Gasparri: L’Età dell'intelligenza. La destra, il cambiamento e la rivoluzione informatica. Settimo Sigillo, Rom 1984.
- Euroglobal: libertà, identità, integrazione, Marsilio, Venedig 2003, ISBN 88-317-8280-0.
- mit Mauro Mazza: Vent’anni e una notte. 1993–2013. La parabola della destra italiana raccontata dai suoi protagonisti. Castelvecchi, Rom 2013, ISBN 978-88-6826-085-9.